# 2017 en science-fiction
| Années de la science-fiction : 2014 - 2015 - 2016 - 2017 - 2018 - 2019 - 2020    |
| Décennies de la science-fiction : 1980 - 1990 - 2000 - 2010 - 2020 - 2030 - 2040 |

L'année 2017 est marquée, en matière de science-fiction, par les événements suivants.

## Naissances et décès

### Décès
- 19 août : Brian Aldiss, écrivain britannique, né en 1925, mort à 92 ans.
- 8 septembre : Jerry Pournelle, écrivain américain, mort à 84 ans.
- 24 septembre : Kit Reed, écrivain américain, morte à 85 ans.
- 17 octobre : Julian May, écrivain américain, morte à 86 ans.

## Prix

### Prix Hugo
- Roman : La Porte de cristal (The Obelisk Gate) par N. K. Jemisin
- Roman court : Les Portes perdues (Every Heart a Doorway) par Seanan McGuire
- Nouvelle longue : The Tomato Thief par Ursula Vernon
- Nouvelle courte : Seasons of Glass and Iron par Amal El-Mohtar
- Série littéraire : Saga Vorkosigan (The Vorkosigan Saga) par Lois McMaster Bujold
- Livre non-fictif ou apparenté : Words Are My Matter: Writings About Life and Books par Ursula K. Le Guin
- Histoire graphique : Monstress, Volume 1 : L'Éveil (Monstress, Volume 1: Awakening), écrit par Marjorie Liu, dessiné par Sana Takeda
- Présentation dramatique (format long) : Premier Contact, scénarisé par Eric Heisserer, réalisé par Denis Villeneuve
- Présentation dramatique (format court) : l'épisode L'Éveil du Léviathan de la première saison de la série The Expanse, scénarisé par Mark Fergus et Hawk Ostby, dirigé par Terry McDonough
- Éditeur de nouvelles : Ellen Datlow
- Éditeur de romans : Liz Gorinsky
- Artiste professionnel : Julie Dillon
- Magazine semi-professionnel : Uncanny
- Magazine amateur : Lady Business
- Écrivain amateur : Abigail Nussbaum
- Artiste amateur : Elizabeth Leggett
- Podcast amateur : Tea and Jeopardy, par Emma et Peter Newman
- Prix Campbell : Ada Palmer

### Prix Nebula
- Roman : Les Cieux pétrifiés (The Stone Sky) par N. K. Jemisin
- Roman court : Défaillances systèmes (All Systems Red) par Martha Wells
- Nouvelle longue : A Human Stain par Kelly Robson
- Nouvelle courte : Welcome to Your Authentic Indian Experience™ par Rebecca Roanhorse
- Prix Andre-Norton : The Art of Starving par Sam J. Miller
- Prix Solstice : Gardner R. Dozois et Sheila Williams
- Prix Ray Bradbury : Get Out par Jordan Peele (metteur en scène et scénariste)
- Prix du service pour la SFWA : John C. Sparhawk (en)
- Grand maître : Peter S. Beagle

### Prix Locus
- Roman de science-fiction : La Mort immortelle (Death’s End) par Liu Cixin
- Roman de fantasy : Tous les oiseaux du ciel (All the Birds in the Sky) par Charlie Jane Anders
- Roman d'horreur : L'Homme-feu (The Fireman) par Joe Hill
- Roman pour jeunes adultes : Vengeresse (Revenger) par Alastair Reynolds
- Premier roman : Le Gambit du renard (Ninefox Gambit) par Yoon Ha Lee
- Roman court : Les Portes perdues (Every Heart a Doorway) par Seanan McGuire
- Nouvelle longue : You’ll Surely Drown Here If You Stay par Alyssa Wong (en)
- Nouvelle courte : Seasons of Glass and Iron par Amal El-Mohtar
- Recueil de nouvelles : The Paper Menagerie and Other Stories par Ken Liu
- Anthologie : The Big Book of Science Fiction par Ann VanderMeer et Jeff VanderMeer
- Livre non-fictif : The Geek Feminist RevolutionThe Geek Feminist Revolution par Kameron Hurley
- Livre d'art : Walking Through the Landscape of Faerie par Charles Vess
- Éditeur : Ellen Datlow
- Magazine : Tor.com
- Maison d'édition : Tor Books
- Artiste : Julie Dillon (en)

### Prix British Science Fiction
- Roman : La Fracture (The Rift) par Nina Allan
- Fiction courte : The Enclave par Anne Charnock

### Prix Arthur-C.-Clarke
- Lauréat : Underground Railroad (The Underground Railroad) par Colson Whitehead

### Prix Sidewise
- Format long : Once There Was a Way par Bryce Zabel (en)
- Format court : Zigeuner par Harry Turtledove

### Prix E. E. Smith Memorial
- Lauréat : Jo Walton

### Prix Theodore-Sturgeon
- Lauréat : The Future is Blue par Catherynne M. Valente

### Prix Lambda Literary
- Fiction spéculative : The Devourers par Indra Das (en)

### Prix Seiun
- Roman japonais : Ultraman F par Yasumi Kobayashi

### Grand prix de l'Imaginaire
- Roman francophone : Latium (tomes 1 et 2) par Romain Lucazeau
- Nouvelle francophone : La Cité des lamentations par Paul Martin Gal

### Prix Kurd-Laßwitz
- Roman germanophone : Omni par Andreas Brandhorst

### Prix Curt-Siodmak
- Film de science-fiction :Premier contact, film américain par Denis Villeneuve
- Série de science-fiction : Doctor Who
- Production allemande de science-fiction : non décerné

## Parutions littéraires

### Romans
- L'Escouade Inferno par Christie Golden.

### Recueils de nouvelles et anthologies
- Shining in the Dark, première publication d'une anthologie de nouvelles réunies par Hans-Åke Lilja.

## Sorties audiovisuelles

### Films
- Alien: Covenant de Ridley Scott
- Blade Runner 2049 de Denis Villeneuve
- La Planète des singes : Suprématie de Matt Reeves
- Mazinger Z Infinity par Junji Shimizu.
- Star Wars, épisode VIII : Les Derniers Jedi par Rian Johnson.
- The Circle par James Ponsoldt.
- Valérian et la Cité des mille planètes de Luc Besson

### Séries
- Les 100, saison 4.
- Dark, saison 1.
- Doctor Who, saison 10.
- The Expanse, saison 2.
- Killjoys, saison 3.
- Samouraï Jack, cinquième et dernière saison après 13 ans d'interruption de la série.
- Star Trek: Discovery, saison 1.
- Star Wars Rebels, saison 4.
- Stranger Things, saison 2.
- Z Nation, saison 4.

## 2017 dans la fiction
- Fortress, film sorti en 1993, se déroule en 2017.